# Насоновское
Насоновское — пресноводное озеро на территории Петровского сельского поселения Кондопожского района Республики Карелии.

## Общие сведения
Площадь озера — 3,5 км². Располагается на высоте 146,0 метров над уровнем моря. Котловина ледникового происхождения.
Форма озера продолговатая: оно почти на четыре километра вытянуто с северо-запада на юго-восток. Берега изрезанные, каменисто-песчаные, преимущественно возвышенные.
Через озеро течёт река Вохта, берущая начало из Вохтозера и впадающая в Верхнее Нёлгомозеро, откуда, протекая через Нёлгомозеро, воды попадают в Нижнее Нёлгомозеро — исток реки Малой Суны, впадающей в Сямозеро. Из Сямозера берёт начало река Сяпся, впадающая в Вагатозеро. Через последнее протекает река Шуя.
В озере более десяти безымянных островов общей площадью 0,14 км², однако их количество может варьироваться в зависимости от уровня воды.
Рыба: ряпушка, плотва, щука, лещ, налим, окунь, ёрш.
К северу от озера проходит дорога местного значения 86К-85 («Спасская Губа — Вохтозеро»).
Населённые пункты вблизи водоёма отсутствуют.
Код объекта в государственном водном реестре — 01040100111102000017174.